# بطحيش مرقش
بطحيش مرقش (الاسم العلمي: Cyprinodon variegatus) (بالإنجليزية: sheepshead pupfish)‏ هو نوع من الأسماك يتبع جنس البطحيش من الفصيلة البطحيشية.